# 1445 год
1445 (ты́сяча четы́реста со́рок пя́тый) год  по юлианскому календарю — невисокосный год, начинающийся в пятницу. Это 1445 год нашей эры, 5‑й год 5‑го десятилетия XV века 2‑го тысячелетия, 6‑й год 1440‑х годов. Он закончился 580 лет назад.
| Пн | Вт | Ср | Чт | Пт | Сб | Вс |
|    |    |    |    | 1  | 2  | 3  |
| 4  | 5  | 6  | 7  | 8  | 9  | 10 |
| 11 | 12 | 13 | 14 | 15 | 16 | 17 |
| 18 | 19 | 20 | 21 | 22 | 23 | 24 |
| 25 | 26 | 27 | 28 | 29 | 30 | 31 |

| Пн | Вт | Ср | Чт | Пт | Сб | Вс |
| 1  | 2  | 3  | 4  | 5  | 6  | 7  |
| 8  | 9  | 10 | 11 | 12 | 13 | 14 |
| 15 | 16 | 17 | 18 | 19 | 20 | 21 |
| 22 | 23 | 24 | 25 | 26 | 27 | 28 |

| Пн | Вт | Ср | Чт | Пт | Сб | Вс |
| 1  | 2  | 3  | 4  | 5  | 6  | 7  |
| 8  | 9  | 10 | 11 | 12 | 13 | 14 |
| 15 | 16 | 17 | 18 | 19 | 20 | 21 |
| 22 | 23 | 24 | 25 | 26 | 27 | 28 |
| 29 | 30 | 31 |    |    |    |    |

| Пн | Вт | Ср | Чт | Пт | Сб | Вс |
|    |    |    | 1  | 2  | 3  | 4  |
| 5  | 6  | 7  | 8  | 9  | 10 | 11 |
| 12 | 13 | 14 | 15 | 16 | 17 | 18 |
| 19 | 20 | 21 | 22 | 23 | 24 | 25 |
| 26 | 27 | 28 | 29 | 30 |    |    |

| Пн | Вт | Ср | Чт | Пт | Сб | Вс |
|    |    |    |    |    | 1  | 2  |
| 3  | 4  | 5  | 6  | 7  | 8  | 9  |
| 10 | 11 | 12 | 13 | 14 | 15 | 16 |
| 17 | 18 | 19 | 20 | 21 | 22 | 23 |
| 24 | 25 | 26 | 27 | 28 | 29 | 30 |
| 31 |    |    |    |    |    |    |

| Пн | Вт | Ср | Чт | Пт | Сб | Вс |
|    | 1  | 2  | 3  | 4  | 5  | 6  |
| 7  | 8  | 9  | 10 | 11 | 12 | 13 |
| 14 | 15 | 16 | 17 | 18 | 19 | 20 |
| 21 | 22 | 23 | 24 | 25 | 26 | 27 |
| 28 | 29 | 30 |    |    |    |    |

| Пн | Вт | Ср | Чт | Пт | Сб | Вс |
|    |    |    | 1  | 2  | 3  | 4  |
| 5  | 6  | 7  | 8  | 9  | 10 | 11 |
| 12 | 13 | 14 | 15 | 16 | 17 | 18 |
| 19 | 20 | 21 | 22 | 23 | 24 | 25 |
| 26 | 27 | 28 | 29 | 30 | 31 |    |

| Пн | Вт | Ср | Чт | Пт | Сб | Вс |
|    |    |    |    |    |    | 1  |
| 2  | 3  | 4  | 5  | 6  | 7  | 8  |
| 9  | 10 | 11 | 12 | 13 | 14 | 15 |
| 16 | 17 | 18 | 19 | 20 | 21 | 22 |
| 23 | 24 | 25 | 26 | 27 | 28 | 29 |
| 30 | 31 |    |    |    |    |    |

| Пн | Вт | Ср | Чт | Пт | Сб | Вс |
|    |    | 1  | 2  | 3  | 4  | 5  |
| 6  | 7  | 8  | 9  | 10 | 11 | 12 |
| 13 | 14 | 15 | 16 | 17 | 18 | 19 |
| 20 | 21 | 22 | 23 | 24 | 25 | 26 |
| 27 | 28 | 29 | 30 |    |    |    |

| Пн | Вт | Ср | Чт | Пт | Сб | Вс |
|    |    |    |    | 1  | 2  | 3  |
| 4  | 5  | 6  | 7  | 8  | 9  | 10 |
| 11 | 12 | 13 | 14 | 15 | 16 | 17 |
| 18 | 19 | 20 | 21 | 22 | 23 | 24 |
| 25 | 26 | 27 | 28 | 29 | 30 | 31 |

| Пн | Вт | Ср | Чт | Пт | Сб | Вс |
| 1  | 2  | 3  | 4  | 5  | 6  | 7  |
| 8  | 9  | 10 | 11 | 12 | 13 | 14 |
| 15 | 16 | 17 | 18 | 19 | 20 | 21 |
| 22 | 23 | 24 | 25 | 26 | 27 | 28 |
| 29 | 30 |    |    |    |    |    |

| Пн | Вт | Ср | Чт | Пт | Сб | Вс |
|    |    | 1  | 2  | 3  | 4  | 5  |
| 6  | 7  | 8  | 9  | 10 | 11 | 12 |
| 13 | 14 | 15 | 16 | 17 | 18 | 19 |
| 20 | 21 | 22 | 23 | 24 | 25 | 26 |
| 27 | 28 | 29 | 30 | 31 |    |    |

## События
- 1350—1490 — Борьба <<трески>> и <<крючков>>. Серия внутренних военных конфликтов, в основном, вокруг титула графа Голландии[1].
- 1415—1453 — Ланкастерская война. Третий этап Столетней войны (1337-1453)[2].
- 1423—1448 — Вторая Гельдернская война[3].
- 1425—1454 — Войны в Ломбарди[4].
- 1431—1449 — Базельский собор. Созван папой Мартином V для реформирования церкви, урегулирования военного конфликта с гуситами и воссоединения Западной и Восточной церквей. Провозгласил верховенство соборов над Римским папой[5].
- 1432—1479 — Албано-турецкие войны[6].
- 1438—1445 — закончил работу Ферраро-Флорентийский собор. Рассмотрение вопроса об унии западных и восточных церквей. Принят догмат о чистилище. В Католической церкви считается XVII Вселенским собором. Православными церквями решения Собора отвергаются[7].
- 1440—1446 — Старая Цюрихская война[8].
- 1443—1468 — восстание Скандербега. Антиосманское восстание, возглавляемым бывшим санджакбеем Дибры Скандербегом на территории, принадлежавшей османским санджакам Албания, Дибра и Охрид (современные Албания и Северная Македония). Восстание было результатом первых христианских побед в крестовом походе на Варну в 1443 году[9]:
  - 1444—1451 — Лежская лига. Военно-политическое объединение албанских князей. Основана в городе Лежа по инициативе Скандербега для борьбы против турецких завоевателей[10].
  - 10 октября — битва при Мокре[11].
- 1444—1449 — Зостская вражда. Междоусобица в Священной Римской империи на территории Вестфалии и Нижнего Рейна, в ходе которой город Зост боролся за свою независимость от архиепископа Кельна Дитриха II и право принять власть герцога Клева-Марка Иоганна I, который гарантировал городу его старые права, а также дал новые[12].
- Отражено нападение Сиама на Малакку.
- Наиболее крупное восстание племён Югры, объединённых в мелкие княжества.
- Португальский мореплаватель Диниш Диаш, продвинувшись к югу вдоль африканского побережья на 800 км южнее исследованных ранее португальцами мест, достиг Зелёного мыса.

## Русское государство
Правление: 1425—1446 и 1447—1462 — Василий II Васильевич Тёмный
- 1443—1448 — новгородско-ливонская война[13].
  - Действует двухлетнее перемирие (1445-1446)[13].
- Зима 1444/1445 — война Василия II Васильевича с ханом Улуг-Мухаммедом. Великий князь идёт на Нижний Новгород, который хан захватил и сделал своей ставкой[14][15].
  - 6 января — Василий II Васильевич встречает праздник Крещение во Владимире на Клязьме[15].
  - 6 января — битва под Муромом[14].
  - Разорение ордынцами городов Нижний Новгород, Муром и Гороховец и их сельской округи. Уход московского гарнизона из острогов в Нижнем Новгороде ("Новом"). Ликвидация военной угрозы прорыва ордынцев вглубь территории Северо-Восточной Руси[14].
  - 26 марта — Русские полки возвращаются в Москву[15].
- Литовское войско побеждает в битве на Суходреве войско нескольких удельных князей Московского дома. В результате нападения сильно пострадала Верея[16].
- Весна — штурм ордынцами (2 тыс. чел.) города Луха ("взяха Лух без царёва слова"). Разорение города и его сельской округи[14].
- 24 мая — русское войско вновь выступает из Москвы к Юрьеву-Польскому против ордынцев[15].
- 7 июля — в битве у Суздаля войско татарских царевичей Махмуда и Якуба (ок. 3,5 тыс. чел.), сыновей казанского хана Улу-Мухаммеда, наголову разбило рать великого князя Московского Василия II Тёмного, который был пленён раненым вместе с двоюродным братом Михаилом Андреевичем и многими боярами. Пленных уводят в Курмыш. Гибель более 500 ордынцев[14][15].
- После битвы у Суздаля, казанцы разорили окрестности Владимира, Мурома и других русских земель[17].
- Июль — во время волнений москвичей, Софья Витовтовна со снохой Марией Ярославной и двумя малолетними внуками срочно покинула столицу, но была возвращена Дмитрием Шемякой[18].
- 14 июля —  Крупный пожар в Москве, погибло несколько тысяч человек[15].
- Дмитрий Шемяка восстановил в Москве порядок, вызванный пленением Василия II и бегством великокняжеской семьи, организовал срочный ремонт повреждённых пожаром кремлёвских ворот, башен и стен[19].
- Июль — со 2-й половины в Москве фактически распоряжался Дмитрий Шемяка (его войска не успели принять участие в Суздальском сражении), но к нему был отправлен (прибыл в конце августа) ханский посол для выяснения условий передачи ему ярлыка на великокняжеский стол. Одновременно в ханском лагере вели переговоры и с Василием II о величине и способах получения выкупа. Улуг-Мухаммед, скорее всего ещё до самого сражения, реставрировал самостоятоятельное Нижегородско-Суздальское княжество (в границах до 1392 года)[19][20].
- Лето — разорение ордынцами сельской округи вокруг Суздаля и Владимира[14].
- 01 октября — татары освобождают Василия II Тёмного из Курмыша вместе с другими князьями и боярами за огромный выкуп в 200 000 рублей серебром[15][19].
- 26 октября — Василий II прибывает в Переяславль, где находятся его мать, супруга и дети[15].
- Октябрь — хан оставил ярлык за Василием II, сумма выкупа была очень большой, великий князь при его возвращении сопровождали крупные отряды татар[20].
- 26 ноября (по другим данным 17 ноября) — в Москву в сопровождении татарских отрядов вернулся из плена Василий II Тёмный. Остановился за городом на Ваганькове, потом переезжает на двор Юрия Патрикеевича, поскольку его собственный двор сгорел в июльском пожаре[15][20].
- Дмитрий Шемяка уехал из Москвы в Углич, а потом в Рузу, распространяет слух, что Василий II отпущен татарами и вернулся в Москву на том условии, что хану царствовать в Москве, а самому Василию — в Твери. К Шемяке присоединились Иван Андреевич Можайский, Борис Александрович Тверской, а также многие москвичи, бояре, воеводы и старцы Троице-Сергиева монастыря[15][19].
- 1445—1446 — по решению хана Улуг-Мухаммеда было восстановлено Нижегородско-Суздальское княжество, включавшее и земли Городецкого княжества, под руководством Василия и Фёдора Юрьевичей, внукам Василия Дмитриевича Кирдяпы[21].
- Осень — одна из дат (подтверждается большинством источников) образования Казанского ханства (В,В, Вельяминов-Зернов, Н.Ф. Калинин, С.Х. Алишев, Р.Г. Фахрутдинов и др.). Вторая версия 1437 или 1438 год[22].
- Землетрясение в Москве.
- По одной из версий (М.Г. Худяков, Б.Р. Рахимзянов и др.) в этом году образовалось Касимовское царство. Стало одним из условий выкупа из плена Василия II и было обещано Улуг-Мухаммеду после проигранного ему московскими войсками Суздальского сражения (вторая версия 1452 год)[23].

## Начало правления
См. также: Список глав государств в 1445 году
- 1445—1467 — Махмуд, хан Казанского ханства[24].
- Яноша Хуньяди — на сейме избран князем Трансильвании.
- Музаффар-шах — принимает титул султана Малакки.

## Родились
См. также: Категория:Родившиеся в 1445 году
- Ян Глоговчик — польский астроном, математик, богослов, философ, врач и педагог (ум. 1507).
- Луазе Компер — французский композитор.

## Скончались
См. также: Категория:Умершие в 1445 году